# Cercosaura ocellata
Cercosaura ocellata, popularmente conhecido como tegu ocelado, é uma espécie de lagarto encontrado amplamente na América do Sul, ocorrendo na Amazônia, Cerrado, Mata Atlântica, Pampas e Pantanal, possuindo três subespécies: C. ocellata ocellata, C. ocellata petersi e C. ocellata bassleri

## Características
Essa espécie possui a cabeça, garganta e corpo ventralmente predominantemente branco ou creme (em homens adultos pode se tornar laranja), geralmente com manchas pretas.
O tegu ocelado é um ser ectotérmico, ou seja, são aqueles que sua temperatura não é dependente do seu metabolismo, tendo suas vantagens, como por exemplo, podendo viver em um ambiente com poucos recursos ou recursos flutuantes. Apesar de ter suas desvantagens, como por exemplo, estarem mais susceptíveis a predação pelo baixo metabolismo.
Essa espécie tem uma apomorfia relacionada ao órgão reprodutor masculino: os machos possuem hemipênis com dois lobos desenvolvido e o corpo hemipeniano globoso ou cilíndrico ornamentado por franjas diagonais ou transversais com espículas calcificadas que ocupam as laterais e face assulcada do órgão.
Essa espécie possui escamas (Squamata), especificamente 10–19 escamas de pescoço em uma fileira vertical; 24–34 escalas ao redor do meio; escamas dorsais hexagonais, quilhadas e organizadas em linhas longitudinais.